# Ругер, Томас
Томас Хауард Ругер (Thomas Howard Ruger) (2 апреля 1833 — 3 июня 1907) — американский военный и юрист, генерал армии Союза во время американской гражданской войны. После войны служил суперинтендантом военной академии Вест-Пойнт.

## Ранние годы
Ругер родился в селе Лайма в штате Нью-Йорк, и в 1846 году переехал в Джейнсвилл, штат Висконсин. В 1854 году он окончил военную академию Вест-Пойнт третьим в классе из 46-ти кадетов, и был определен вторым лейтенантом в инженерный корпус регулярной армии. Ругер служил в Новом Орлеане, в 1855 году он уволился из армии и стал юристом в Висконсине.

## Гражданская война
После начала войны, в июне 1861 года, Ругер был назначен подполковником в 3-й висконсинский пехотный полк и 20 августа получил звание полковника. Он командовал этим полком в Мэрилендской кампании и кампании в долине Шенандоа. Полк участвовал в сражении при Энтитеме, в бригаде Джорджа Гордона, в дивизии Альфеуса Уильямса. Когда Уильямс принял командование корпусом, а Гордон — дивизией, то Ругер временно принял командование всей бригадой и был ранен в бою. В ноябре 1862 года он получил звание бригадного генерала и возглавил бригаду в XII корпусе Потомакской армии (бывшую бригаду Гордона), которая насчитывала пять пехотных полков: 
- 27-й Индианский пехотный полк, полк. Сайлас Колгроув
- 2-й Массачусетский пехотный полк, полк. Самуэль Куинси
- 13-й Нью-Джерсийский пехотный полк, полк. Эзра Карман
- 107-й Нью-Йоркский пехотный полк, полк. Александр Дивен
- 3-й Висконсинский пехотный полк, полк. Уильям Хоули

Во главе этой бригады Ругер принял участие в сражении при Чанселорсвилле. Во время сражения при Геттисберге он временно командовал дивизией генерала Альфеуса Уильямса, сдав свою бригаду Колгроуву, который оборонял Калпс-Хилл.
Летом 1863 году Ругер был отправлен в Нью-Йорк на подавление бунтов из-за призыва.
Во время битвы за Атланту бригада Ругера стала 2-й бригадой 1-й дивизии ХХ корпуса (к ней добавился 150-й Нью-Йоркский пехотный полк). Он командовал ею до ноября 1864 года, а затем командовал дивизией XXIII корпуса, участвуя в кампании против Джона Худа в Теннесси. 30 ноября 1864 года он получил временное звание генерал-майора волонтеров за заслуги в сражении при Франклине. Впоследствии Ругер сформировал дивизию в Нэшвилле, и командовал ею в Южной Каролине в июне 1865 года, а затем работал в департаменте Южной Каролины до июня 1866 года.
28 июля 1866 года он лишился званий в добровольческой армии и вместо этого получил звание полковника регулярной армии. 2 марта 1867 года он получил временное звание бригадного генерала регулярной армии — за заслуги в сражении при Геттисберге.

## Послевоенная деятельность
В годы реконструкции Юга Ругер служил военным губернатором Джорджии и в «бюро Фридмена» в 1868 году. С 1871 по 1876 од он служил суперинтендантом военной академии Вест-Пойнт. В 1887 году возглавил экспедицию в горы Биг-Хорн во время Войны кроу. Он вышел в отставку в 1897 году в звании генерал-майора регулярной армии. Он умер в Стамфорде в 1907 году и бы похоронен на национальном кладбище Вест-Пойнт.